# Droga wojewódzka 875
Die Droga wojewódzka 875 (DW 875) ist eine 76 Kilometer lange Droga wojewódzka (Woiwodschaftsstraße) in der polnischen Woiwodschaft Karpatenvorland, die Mielec mit Leżajsk verbindet. Die Strecke liegt im Powiat Mielecki, im Powiat Kolbuszowski, im Powiat Rzeszowski und im Powiat Leżajski.

## Streckenverlauf
Woiwodschaft Karpatenvorland, Powiat Mielecki
-  Mielec (DW 983, DW 984, DW 985)

Woiwodschaft Karpatenvorland, Powiat Kolbuszowski
- Przyłęk
- Trześnik
- Siedlanka
- Świerczów
-  Kolbuszowa (DK 9, DW 987)
- Werynia
- Dzikowiec
- Osia Góra
- Raniżów
- Zielonka

Woiwodschaft Karpatenvorland, Powiat Rzeszowski
-  Sokołów Małopolski (S 19, DK 19, DW 881)
- Wólka Sokołowska
- Wólka Niedźwiedzka

Woiwodschaft Karpatenvorland, Powiat Leżajski
- Brzóza Królewska
-  Leżajsk (DK 7, DW 877)